# Ивонино (Верховажский район)
Ивонино — деревня в Верховажском районе Вологодской области.
Входит в состав Липецкого сельского поселения, с точки зрения административно-территориального деления — в Липецкий сельсовет.
Расстояние по автодороге до районного центра Верховажья — 69,9 км, до центра муниципального образования Леушинской — 2,2 км. Ближайшие населённые пункты — Семёновская, Горка, Светильново.
По переписи 2002 года население — 30 человек (13 мужчин, 17 женщин). Всё население — русские.